# Un homme à la mer (film, 2015)
Pour les articles homonymes, voir Un homme à la mer.
Pour plus de détails, voir Fiche technique et Distribution.
Un homme à la mer est un film dramatique belge écrit et réalisé par Géraldine Doignon et sorti en 2015.

## Fiche technique
- Titre original : Un homme à la mer
- Titre français : Un homme à la mer
- Réalisation : Géraldine Doignon
- Scénario : Géraldine Doignon
- Photographie : Colin Lévêque
- Montage : Julie Naas
- Musique : Philmarie
- Pays d'origine : Belgique
- Langue originale : français
- Format : couleur
- Genre : dramatique
- Durée : 92 minutes
- Dates de sortie :  
  - Belgique : Décembre 2015 (Be Film Festival)
  - Belgique : 2016

## Distribution
- Yoann Blanc : Mathieu
- Jo Deseure : Christine
- Bérengère Bodin : Agathe
- Joséphine Stoll : Anaïs
- Christian Crahay : Pierre
- Christine Merville : Nicole
- Gaël Maleux : Ludovic
- Didier De Neck : Michel Verlinden
- Sophia Leboutte : Policière
- François Brice : Danseur

- Marc Bassler : Jean Richard
- Franck Beckmann : Marin
- Basile Brin : Jeune Place du village
- Anne-Pascale Clairembourg : Collègue Labo
- Pascaline Crêvecoeur : Danseuse
- Marie Derache : Serveuse friterie
- Richard Ecalle : Homme hôtel routier
- Blaise Ludik : Sécurité Labo
- Hugo Chalan Marcio : Jeune Place du village
- Michèle Naze : Mamie aux Fleurs
- François Neycken : Collègue Labo (as François Neyken)
- Nicolas Ossowski : Collègue Labo
- Dominique Pattuelli : Doctorante Labo
- Benjamin Scampini : Barman Billard
- Thierry Templier : Homme restaurant
- Flora Thomas : Ouvreuse salle de danse
- Benoît Vandorslaer : Directeur Labo
- Cécile Vangrieken : Danseuse
- Cécilia Viault : Femme restaurant